# Bulbophyllum kusaiense
Bulbophyllum kusaiense là một loài phong lan thuộc chi Bulbophyllum.